# Arena Arctica

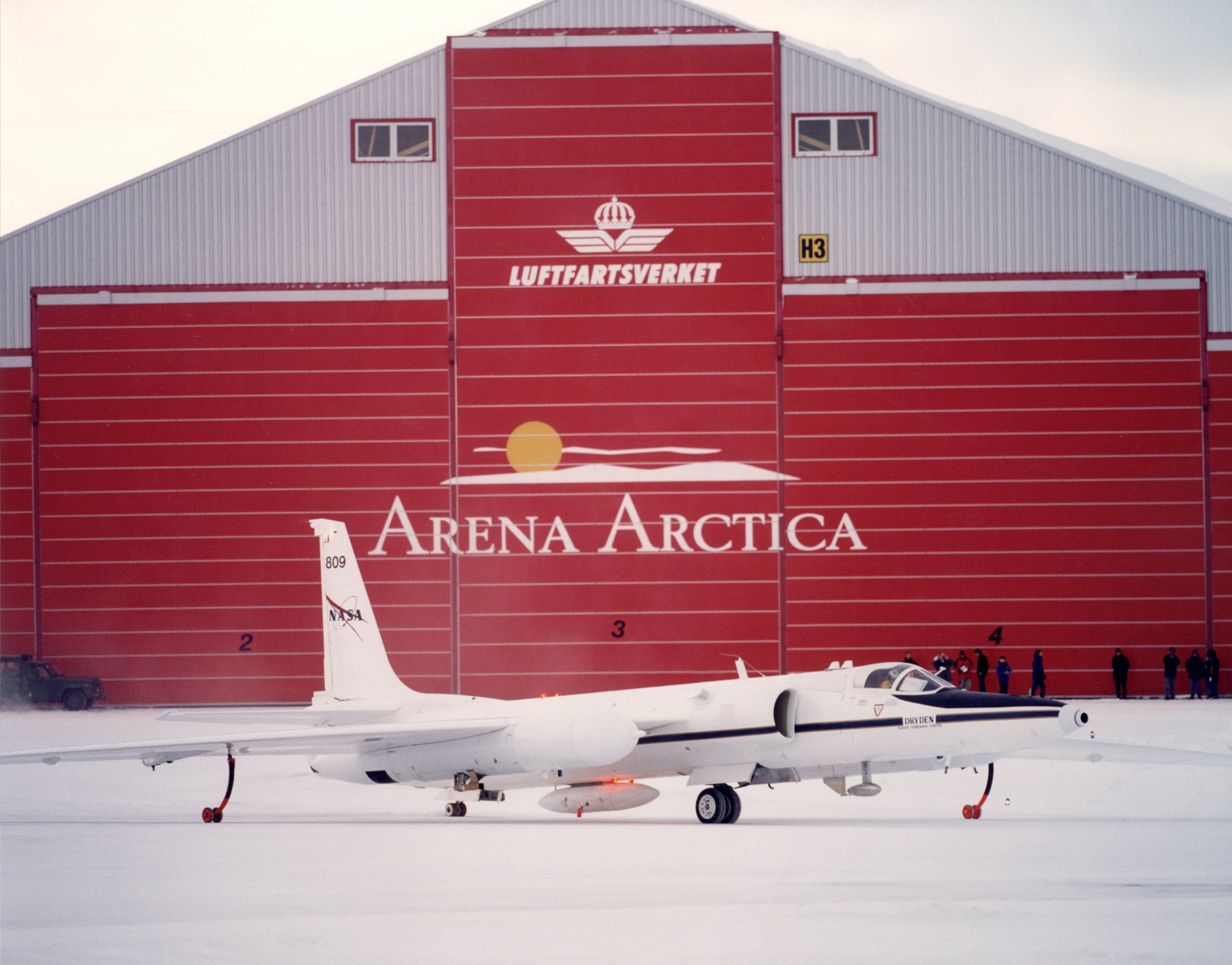
Arena Arctica.

Arena Arctica är en hangar på Kiruna flygplats i Kiruna kommun. Arenan har plats för flygplan upp till en Boeing 747:s storlek. Evenemang kan även hållas här med en maxkapacitet på 5 000 personer.
Den 8 mars 2008 anordnades andra chansen i Melodifestivalen 2008 i Arena Arctica, för första gången i Kiruna.